# Damaromyia discolor
Damaromyia discolor är en tvåvingeart som beskrevs av Hardy 1931. Damaromyia discolor ingår i släktet Damaromyia och familjen vapenflugor. Inga underarter finns listade i Catalogue of Life.